# Stehekin River
Der Stehekin River ist ein Fluss im Chelan County im US-Bundesstaat Washington. Er ist der Hauptzufluss des Lake Chelan. Bergleute erreichten das Stehekin River Valley im späten 19. Jahrhundert. Ihnen folgten Siedler, die einzelne Gehöfte errichteten. Auch heute noch ist das Stehekin River Valley ein abgelegenes Gebiet, das nur über eine 90-km-Bootsfahrt über den Lake Chelan erreicht werden kann.
Der Name des Flusses ist vom Wort stxwíkn’ aus dem Columbia-Moses abgeleitet, welches „der Weg hindurch“ bedeutet.

## Verlauf
Der Stehekin River entspringt in der Nördlichen Kaskadenkette nahe dem Cascade Pass im North Cascades National Park. Er sammelt das Wasser mehrerer Quellflüsse wie das des Pelton Creek, des Doubtful Creek und des Basin Creek. Hauptgipfel in der Nähe der Quellen sind der Boston Peak, der Buckner Mountain, der Booker Mountain, der Sahale Mountain, der Cascade Peak, der Mix-up Peak und der Hurry-up Peak.
Der Stehekin River fließt im Allgemeinen von diesen Bergen aus nach Westen und Südwesten südlich der Park Creek Ridge bis zu seinem Zusammenfluss mit dem Park Creek. Kurz unterhalb des Park Creek nimmt der Fluss den Bridge Creek auf, einen seiner Hauptzuflüsse. Der Bridge Creek kommt von Norden und entwässert den äußersten Norden des Chelan County im North Cascades National Park. Der Bridge Creek und seine Zuflüsse führen das Wasser einiger bedeutender Berge ab, darunter sind der Goode Mountain, der Storm King, der Mount Logan und der Black Peak. Die Quelle des Bridge Creek liegt nahe dem Rainy Pass und dem Washington Pass an der Washington State Route 20. Der Stehekin River setzt seinen Lauf im Allgemeinen nach Südosten bis zum Nordwestende des Lake Chelan fort. Kurz vor Erreichen des Sees nimmt er den vom Westen kommenden Agnes Creek auf, einen weiteren Hauptzufluss. Der Agnes Creek entwässert den äußersten Norden des Wenatchee National Forest. Die letzte Meile seines Laufs markiert die Grenze zwischen dem North Cascades National Park und dem Lake Chelan National Recreation Area.
An der Mündung des Agnes Creek verlässt der Stehekin River den Nationalpark und tritt in das National Recreation Area ein. Der Stehekin River fließt nahe Stehekin, einer kleinen Gemeinde, die nur per Boot zu erreichen ist, in den Lake Chelan. Straßen von Stehekin aus folgen dem Fluss aufwärts den größten Teil des Tals hinauf. Es gibt mehrere Zeltplätze. Der Pacific Crest Trail erreicht das Stehekin River Basin von Süden über den Suiattle Pass, verläuft den South Fork Agnes Creek und den Agnes Creek hinunter zum Stehekin River, dann den Stehekin aufwärts zum Bridge Creek und den Bridge Creek aufwärts zum Rainy Pass.

## Besiedlung
Weil die Region derartig abgelegen ist, blieb das Stehekin River Valley bis in die 1880er Jahre hinein unbesiedelt. Zu dieser Zeit begannen Bergleute auf der Suche nach Wohlstand in die Region einzudringen. Zwischen 1887 und 1910 erreichte eine erkleckliche Anzahl das Tal auf der Suche nach Erzlagerstätten in der Nördlichen Kaskadenkette. Bis 1890 gab es ein relativ großes Hotel Stehekin am Lake Chelan an der Mündung des Stehekin River. Das Hotel diente Touristen und Fischern wie auch Bergleuten als Unterkunft.
Über die Jahrhunderte lagerte der Stehekin River bei seinen Laufverlegungen fruchtbare alluviale Sedimente am Talboden ab; er hinterließ jedoch auch große Felsbrocken, die eine landwirtschaftliche Nutzung erschwerten. Nichtsdestotrotz begannen einige frühe Siedler um 1910 im Tal mit der Landwirtschaft und der Errichtung von Bauernhöfen. Die am meisten begehrten Flächen erstreckten sich entlang des Stehekin River und seiner Zuflüsse, da diese eine verlässliche Wasserversorgung für die Landwirtschaft und natürliche Transportwege zum Lake Chelan darstellten.  Der Buckner-Hof war einer der ersten am Stehekin River. Er ist heute im National Register of Historic Places aufgeführt.
Aufgrund der strengen Winter blieben nur wenige Siedler das ganze Jahr über im Tal. Im Herbst verließen die meisten Bauern das Gebiet und wählten einen Winteraufenthalt in weniger isolierten Orten wie Chelan. Im Frühjahr kehrten die Familien auf ihre Höfe im Stehekin Valley zurück. Viele der frühen Siedler besserten ihr Einkommen auf, indem sie Bergleute in das Hinterland führten und Güter zu den entlegenen Claims brachten. Die erste Schule im Tal wurde 1902 in einer Hütte in der Nähe des Lake-Chelan-Ufers eröffnet. Sie wurde später durch einen als Kronk Cabin bekannten Bau ersetzt. Heute ist diese Hütte das älteste Schulgebäude im Stehekin Valley. Als weitere Familien sich niederließen, wurde der Bedarf an einem neuen Schulgebäude offenbar. 1921 wählten die Einwohner einen Ort für die neue Schule aus. Der Schulbau war als Blockhütte gefertigt, die von Freiwilligen vor Ort errichtet wurde. Die Stehekin School existiert immer noch und ist im National Register of Historic Places eingetragen.
Als der Bergbau zurückging, bildeten Subsistenzwirtschaft, Holzeinschlag und Tourismus die Grundlage für das Verbleiben der Einwohner im Stehekin Valley. Äpfel bildeten in der ersten Hälfte des 20. Jahrhunderts eine wichtige Kultur. Im Winter stellten Jagd und Fallenstellen einen Teil des Lebens der ganzjährig anwesenden Einwohner dar. Möglicherweise war die Ankunft des United States Forest Service das bedeutendste wirtschaftliche Ereignis im Tal. Mit der Bildung des Stehekin Ranger District 1905 wurde eine verlässliche Einnahmequelle für die Talbewohner begründet.
Auch heute noch ist das Stehekin Valley ziemlich isoliert. Es gibt nur knapp einhundert ständige Einwohner, die meisten sind beim National Park Service angestellt. Der einzige Weg ins Tal ist eine Bootsfahrt über 90 km über den See von Chelan aus. Im Sommer verkehren zwei Boote regelmäßig zwischen Chelan und Stehekin. Im Winter ist dieser Service auf zwei Fahrten wöchentlich eingeschränkt.

## Erholung
Seit die Region Teil des Lake Chelan National Recreation Area ist, hat der Tourismus im Sommer einen hohen Stellenwert. Der Stehekin River ist landschaftlich reizvoll und abgelegen; es bieten sich Möglichkeiten für Wildwasser-Rafting und -Kayakfahren. Es gibt eine Reihe von Campingplätzen entlang des Flusses. Der Stehekin River ist für seine exzellenten Möglichkeiten zum Fliegenfischen bekannt.  Regenbogen- und Cutthroat-Forellen werden am erfolgreichsten im Frühjahr geangelt, während im Herbst die Rotlachse bei den Anglern begehrt sind.

## Nebenflüsse
Dies sind die Hauptzuflüsse des Stehekin River:

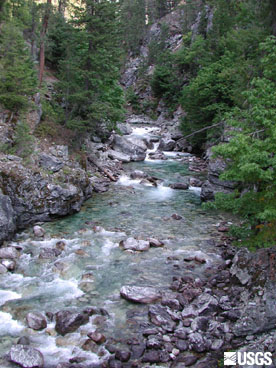
Bridge Creek

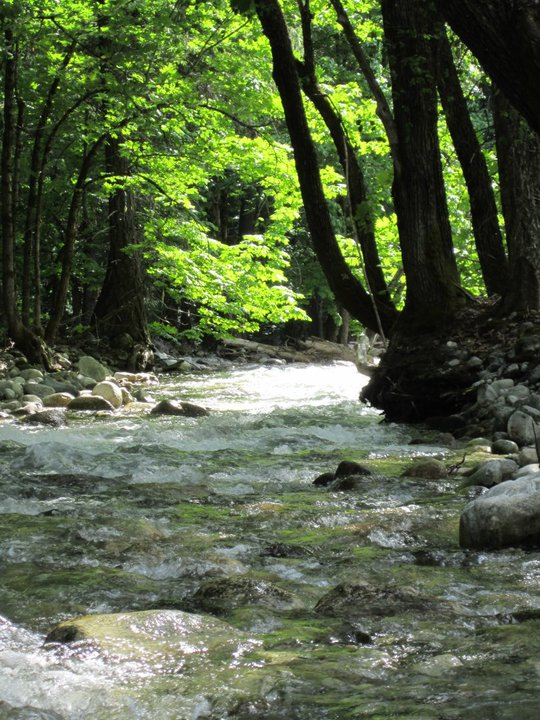
Boulder Creek nahe seiner Mündung in den Stehekin River

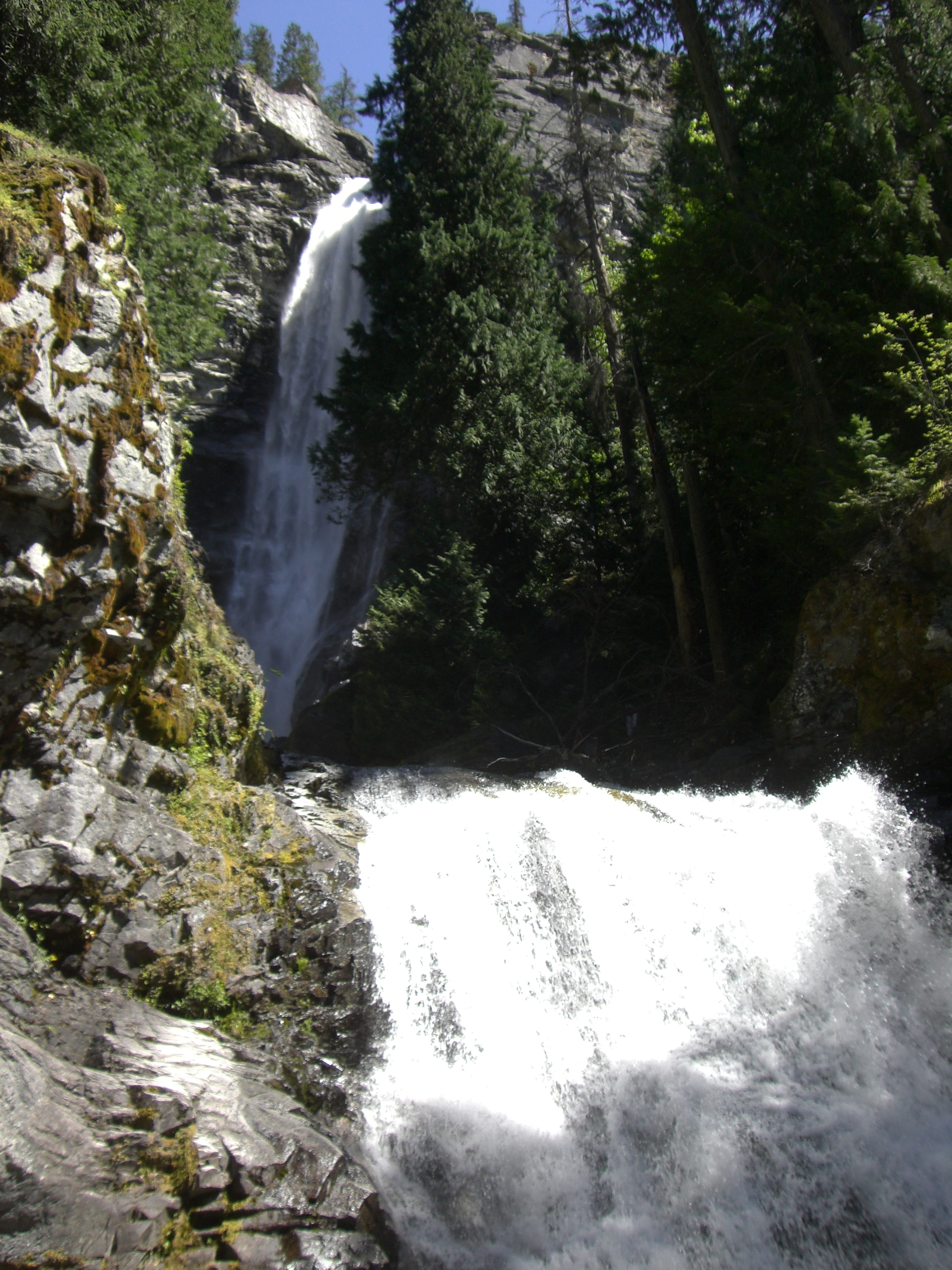
Rainbow Falls am Rainbow Creek

- Agnes Creek
- Arrow Creek
- Basin Creek
- Battalion Creek
- Blackberry Creek
- Boulder Creek
- Bridge Creek
- Buzzard Creek
- Cabin Creek
- Canim Creek
- Clear Creek
- Company Creek
- Coon Creek
- Cottonwood Creek
- Doubtful Creek
- Flat Creek
- Junction Creek
- Margerum Creek
- McGregor Creek
- Moon Creek
- Park Creek
- Pelton Creek
- Rainbow Creek
- Sun Creek
- Theis Creek
- Tolo Creek